# Ruta del Vino del Valle de Itata

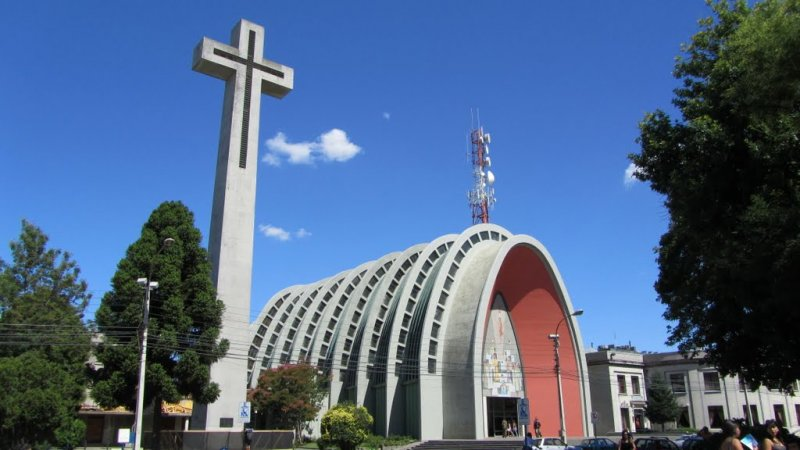
Catedral de la ciudad de Chillán punto de partida la Ruta del vino del Valle de Itata.

La ruta del vino del Valle de Itata se encuentra ubicada en la región vitícola del Sur, subregión Valle de Itata. En este valle existen cuatro viñas abiertas permanentemente a la actividad turística de acuerdo al diagnóstico de 2013.

## Principales viñas
Las principales viñas productoras de vino abiertas al turismo en el Valle de Itata son:
- Viña Männle, Sector la Piscina, Ruta 148, kilómetro 1, comuna de Bulnes. Posee diferentes variedades de cepas, que van desde el Cabernet Sauvignon, Carmenere, Syrah, Pinot Noir, Cinsault y Moscatel de Alejandría.
- Viña Chillán, sector 3 Esquinas, kilómetro 7, comuna de Bulnes. Posee más de 9 variedades, uva país y Malbec.

## Fiestas de la Vendimia
La Fiesta de la Vendimia de Portezuelo es una actividad se realiza en el complejo criollo Las Cocinas, de la comuna de Portezuelo se realiza cata de vinos del Valle de Itata donde destacan las cepas locales como Cinsaul, País y Moscatel de Alejandría. Se realizan actividades con show artístico, elección de reina, cordero al palo, juegos criollos, feria productiva, entre otros.
La tradicional Fiesta de la Vendimia y la Bendición del Vino de Portezuelo, se realiza en el Fundo Ñipanto hace más de veinte años, cuando el padre Ricardo Sammon, llamado “El cura gringo” recuperó esta tradición en al el año 1986. La actividad se celebra en la última semana de abril. Esta actividad sin fines de lucro y es organizada por la parroquia Nuestra Señora del Carmen. En esta actividad la Virgen Campesina es la patrona de esta actividad y del secano del Ñuble la cual es ataviada con sombrero de huaso. Incluye un tradicional festejo con un desayuno de caldillo y pan amasado, almuerzo porotos con cuero de chancho y vino de la zona, acompañamiento de grupos folclóricos locales. Esta fiesta es la única en la Región de Ñuble que se mantiene al margen de actividades comerciales, espectáculos artísticos o elección de reinas. El foco de esta fiesta es mantener las tradiciones campesinas y la autenticidad de su pueblo.
La Fiesta Patrimonial de la Vendimia de Chillán, es organizada por la Municipalidad a través de un proceso de licitación con una productora de eventos para la realización del Show artístico. La actividad comenzó a celebrarse nuevamente a partir del año 2009, tras 57 años de interrupción. La actividad incluye además 150 stand con muestras de artesanías, puestos con ventas de comidas, se establece un espacio para muestra de vinos de la zona donde participan 18 viñas con el apoyo de la Asociación Gremial de Enólogos y profesionales del vino del Valle del Itata. Se realiza además una gala del vino, actividades como carreras de garzones, molienda de la uva, elección de la reina de la vendimia, y bendición de los frutos, entre otras.
La Fiesta de la Vendimia de Liucura, es una localidad de la comuna de Quillón ubicada a 28 kilómetros camino hacia Cerro Negro. Se trata de una actividad de corte tradicional que incluye música ranchera, muestra gastronómica con tragos tradicionales, además de actividades como molienda de la uva, juegos criollos, grupos folclóricos, paseos en caballo, y degustación de vinos de la zona. Es una actividad de reciente creación en el año 2015 cuando reunió a más de dos mil personas y es organizada por los viñateros de la zona y las juntas de vecino de Liucura, El Rincón, La Plaza y con el apoyo del Municipio. Esta actividad se realiza en las instalaciones de la Escuela de Liucura.
La Fiesta de la Uva y la Vendimia de Guarilihue en Coelemu. Esta fiesta de realiza en el mes de abril, en la Cancha de Guarilihue Centro, localidad de la comuna de Coelemu. Es una actividad con entrada liberada, donde se realizan degustaciones de uva, de chicha dulce y el tradicional vino pipeño, así como también venta de comida tradicional y productos campesinos. En este evento es posible observar la recepción de cajones de uva, la zaranda, molienda y proceso de producción de vino fresco, todo esto acompañado de folclore local. La actividad también incluye la elección de reina de la vendimia.